# Zitlaltepec de Trinidad Sánchez Santos
Zitlaltepec de Trinidad Sánchez Santos è un comune del Messico, situato nello stato di Tlaxcala.